# John Magnus Ragnar Ring
John Magnus Ragnar Larson Ring, aussi connu sous le pseudonyme de Lasse Ring, né le 11 avril 1882 à Rydboholm, paroisse de Kinnarumma, département de Älvsborg, province Västergötland et mort le 1er août 1956  à Stockholm, paroisse de St. Göran, est un écrivain suédois, également metteur en scène, auteur des manuscrits et réalisateur de films en noir et blanc pendant la période du cinéma muet.

## Biographie
Officier de carrière, il a pendant la Première Guerre mondiale (1915-1917), été stationné avec son régiment près de Torne älv, fleuve faisant frontière entre la Suède et la Finlande. Les mémoires et les événements à la suite du blocage par le front de l'est et la fermeture des ports finlandais à cause des mines, avaient mené au commerce, contrebande, transfert de passagers européens et marchandises à un seul endroit. Ses mémoires des événements sont l'inspiration  de son premier livre publié en 1919, Madame de Menasjévitj (en Allemagne : Die dunkle Nächte).
Par la suite, au début de 1920, il devient capitaine de réserve dans le régiment Kungl. Vaxholms Grenadjärregemente quand sa passion pour le film et son expérience dans ce domaine le mènent à être engagé par l'éditeur Hasse W. Tullberg, entreprise qui prend ensuite le nom de  A/B Tullbergs Filmindustri puis de Tullbergs Film.
De 1920à 1922, ses premiers films sont Herr och Fru Stockholm avec Greta Gustavsson (à partir de 1923 Greta Garbo), Ragnar Widestedt et Erick Fröander, ainsi qu'une suite de films de publicité pour le grand magasin PUB (Paul U. Bergström) de Stockholm suivis de nombreux films pour entreprises. La fondation de la chaîne coopérative d'alimentation KSF ou Konsumtionsföreningen (Konsum/Coop) est le début d'un grand nombre de films courts métrages, entre autres Bageriet på Hantverkargatan 46. Ce film est aussi un des rares films qui, en partie, a pu être restauré avec Greta Garbo comme actrice. On la voit avec des amies sur la terrasse de l'hôtel Strand à Stockholm. Elles sont alors en train de déguster les gâteaux de Konsum avec grand plaisir. Greta Garbo et Olga Andersson ainsi que d'autres actrices mangent aussi des gâteaux, au bord du lac Mälar dans le film Picknick i det gröna.
Entre un certain nombre de films long métrage, au moins cinq, il est le régisseur du film När millionerna rulla en 1924 avec Vera Schmiterlöw (en). Le film est constitué de 7 actes pour une durée de 132 minutes. Il se déroule sur la frontière suèdo-finlandaise pendant la Première Guerre mondiale.

## Filmographie
- 1912 : När larmklockan ljuder, A/B Svenska Biografteatern (metteur en scène Mauritz Stiller, manuscrit Lasse Ring)
- 1914 : Spionen från Österland (L'Espion d'Oesterland ; För fäderneslandet), Pathé Frères (metteur en scène et manuscrit Lasse Ring)
- 1920-1925 : Productions A/B Hasse W. Tullberg filmindustri (metteur en scène et auteur des manuscrits)
- 1925-1930 : metteur en scène, auteur des manuscrits et directeur général de Tullbergs Film
- 1930 : productions Ringfilm, directeur général et réalisateur
- 1935 : Ring & Co., fabrication industrielle, Ulvsunda, directeur général

Lasse Ring était auteur de plusieurs romans, journaliste, scénariste pour la radio et animateur lors de fêtes. Aussi des aquarelles sont de sa main.

## Romans (en suédois)
- Madame de Ménasjévitj, 1919
- Köttet och anden, greve Stellan Kronskjölds, 1920
- Flickan från Kakelmakaregränd, 1922 (inspiré par Greta Garbo)
- Kallprat om film, 1928 (documentaire concernant la production de films)
- Gamla Regementet, 1941
- Skål å tack, kapten, 1943

## Journaliste
- Härnösands-Posten
- Sollefteå-Bladet

## Grades militaires
- Kungl. Svea Ingenjörkår, Ing 1, (troupes ingénieurs de Kungl. Fortifikationen), vice-corporal 1903, sous-lieutenant 1905;
- Kungl. Västernorrlands regemente, régiment infanterie I 28 (I 21), sous-lieutenant 1906, lieutenant 1908-18;
- Kungl. Vaxholms Grenadjärregemente, régiment infanterie I 26, capitaine 1919, capitaine réserve 1920-23.